# Cratere Ellison
Ellison è un cratere lunare di 36,99 km situato nella parte nord-orientale della faccia nascosta della Luna, appena oltre il bordo settentrionale della luna, a sudovest del grande cratere Poczobutt. In direzione ovest è presente il cratere Coulomb.
Il bordo esterno è approssimativamente circolare, con una sporgenza interna lungo la parte meridionale e una leggera protuberanza esterna a ovest-nordovest. Il cratere possiede un terrazzamento nella parete interna di nordest, formato dalla caduta di materiale. Al posto del picco centrale è presente un piccolo cratere al centro, mentre uno più piccolo si trova invece a ovest-sudovest rispetto a quello centrale. A parte queste caratteristiche, il letto interno del cratere è piatto e privo di strutture.
Il cratere è dedicato all'astronomo irlandese Mervyn Archdall Ellison.

## Crateri correlati
Alcuni crateri minori situati in prossimità di Ellison sono convenzionalmente identificati, sulle mappe lunari, attraverso una lettera associata al nome.
| Ellison | Coordinate             | Diametro (in km) |
| ------- | ---------------------- | ---------------- |
| P       | 52°37′12″N 110°04′48″W | 31,91            |